# Louis Janover
Louis Janover, né en 1937, est un essayiste, traducteur et éditeur français. Il inscrit sa pensée politique dans le conseillisme.

## Biographie
Revenant sur sa vie, il déclare sur la période 1952-1953 : « alors que je me débattais dans un milieu où le PCF dominait toute la pensée critique, que j’ai découvert les deux noms qui m’ont marqué à jamais : André Breton et Antonin Artaud ».
En 1956, il signe avec le groupe surréaliste Hongrie, soleil levant, tract de soutien à l'insurrection de Budapest, texte rédigé principalement par André Breton.
Membre du groupe Spartacus (1961-1963) aux côtés de Roger Langlais et de Bernard Pécheur, il signe avec ce dernier, en 1961, dans le premier et unique numéro de la revue surréalisante Sédition un article mettant en cause la Déclaration sur le droit à l'insoumission dans la guerre d'Algérie, dite « Manifeste des 121 », que signent notamment André Breton, Michèle Bernstein et Guy Debord, et sa récupération par la gauche tiers-mondiste.
À la suite de la dissolution du groupe Spartacus, il crée et dirige de 1963 à 1969  la revue Front Noir, à laquelle collaborent épisodiquement Gaëtan Langlais, un temps membre de l'Internationale lettriste et frère de sa compagne, et Jacques Moreau, dit Le Maréchal, peintre et graveur proche de Guy Debord et dont André Breton préface en 1960 une exposition à la Galerie Cordier, à Paris. Farouchement opposée aux théories situationnistes sans cependant s'y référer explicitement, la revue Front Noir publie quelques textes de penseurs issus du communisme de conseils, et se propose de développer une critique radicale du concept d'avant-garde, en portant la voix de ceux qui s'attachent au fondement de la pensée de Karl Marx et refusent l'accaparement stalinien.
Proche de Maximilien Rubel, il a été codirecteur de la revue Études de marxologie, diffusée par l'Institut de sciences mathématiques et économiques appliquées (ISMEA).
Outre la publication de ses propres essais, Louis Janover est éditeur scientifique ou directeur de collection pour Gallimard, la Bibliothèque de la Pléiade, Paris-Méditerranée, les éditions Sulliver, les Éditions de La Nuit...

## Citation
« Le Parti ne troque sa défroque stalinienne contre l'uniforme citoyen que pour mieux rester lui-même : la cheville ouvrière de l'ordre établi. Sauveur suprême de la bourgeoisie à chaque appel au secours, il est le fossoyeur du communisme dont il a piétiné l'histoire dès l'origine. Cet anticommunisme des PC est l'idée la mieux gardée du siècle. »

## Liste des œuvres
- Un trou au cœur de la vie, Le Surréalisme, même, 1, 1956.
- Verres fumés (avec Alain Joubert), Front Unique, 1, 1959.
- Lettre ouverte au groupe surréaliste (Paris, 27 septembre 1962), cosignée par Corinne Armel, Monique Langlais, Roger Langlais, Bernard Pécheur, Serge Ründt, Front Noir, 1, juin 1963.
- Surréalisme, art et politique, Galilée, 1980.
- Les Intellectuels face à l’histoire, Galilée, 1980.
- Le Rêve et le Plomb. Le Surréalisme de l'utopie à l'avant-garde, Jean-Michel Place, 1986.
- La Deuxième Droite, Robert Laffont, 1986 (avec Jean-Pierre Garnier) ; rééd. Agone, 2013.
- La Révolution surréaliste, Plon, 1989, réédition Hachette, « Pluriel », 1995.
- Les Dissidents du monde occidental. Critique de l'idéologie antitotalitaire, Spartacus, 1991.
- La Pensée aveugle. Quand les intellectuels ont des visions, Spengler, 1993 (avec Jean-Pierre Garnier).
- L’Avenir d’une utopie, 1994.
- Nuit et Brouillard du révisionnisme, Paris-Méditerranée, 1996.
- Cent ans de servitude : Aragon et les siens, Sulliver, 1998.
- Voyage en feinte-dissidence, Paris-Méditerranée, 1998.
- La Tête contre le mur : essai sur l'idée anticommuniste au XXe siècle, Sulliver, 1998.
- Thermidor mon amour : voyage en feinte-dissidence II, Paris-Méditerranée, 2000.
- Le Surréalisme de jadis à naguère, Paris-Méditerranée, 2002.
- Lautréamont et les chants magnétiques, Sulliver, 2002.
- Surréalisme ou le surréalisme introuvable, 2003.
- Tombeau pour le repos des avant-gardes, 2005.
- La Démocratie comme science-fiction de la politique, Sulliver, 2007.
- Maximilien Rubel, pour redécouvrir Marx, en collaboration avec Miguel Abensour, Sens&Tonka, 2008
- Visite au Musée des arts derniers, 2008.
- S’il est encore minuit dans le siècle, Éditions de la Nuit, 2010.
- Retrouver Fondane, 2010 (avec Patrice Beray).
- Thermidoriens, encore un effort…, 2010.
- Surréalisme et situationnistes. Au rendez-vous des avant-gardes, Sens&Tonka, 2013.
- Notes pour servir à l'histoire de la Commune de Paris, Jules Andrieu, préface, Éditions Libertalia, 2016.
- Le testament de Lénine et l’héritage de Rosa Luxemburg, Toulouse, Smolny, 2018.
- Front Noir 1963-1967. Surréalisme et socialisme de conseils, Éditions Non Lieu, 2019.
- Louis Janover et Maximilien Rubel, État / Anarchisme : Lexique Marx (I), Toulouse, Smolny, 2020 (présentation en ligne).
- Louis Janover et Maximilien Rubel, Révolution : Lexique Marx (II), Toulouse, Smolny, 2021 (présentation en ligne).
- Louis Janover et Maximilien Rubel, Armée - Guerre - Nation : Lexique Marx (III), Toulouse, Smolny, 2023 (présentation en ligne).

### Préfaces
- Gérard de Nerval (préf. Louis Janover), Sylvie, Aurélia, Les Chimères, Éditions Libertalia, 2018 (ISBN 9782377290390)
- Alexandre Berkman (préf. Miguel Abensour et Louis Janover), Le mythe bolchevik : journal 1920-1922, Klincksieck, 2017
- Jules Andrieu (préf. Louis Janover), Notes pour servir à la Commune de Paris, Éditions Libertalia, 2016
- Maximilien Rubel (préf. Louis Janover), Marx et les nouveaux phagocytes, Éditions du Sandre, 2012
- Pierre-Jules Hetzel (préf. Louis Janover), Vie privée et publique des Animaux, Éditions des Grands Champs, 2012
- Rosa Luxemburg (trad. Jacqueline Blois, préf. Louis Janover), Introduction à l’économie politique, Toulouse, Agone et Smolny, coll. « Œuvres complètes de Rosa Luxemburg » (no 1), 2009, 476 p. (ISBN 978-2-7489-0113-9)
- Gustav Landauer (préf. Louis Janover), La Révolution, Sulliver, coll. « Hors Sujet », 2006

### Articles
- Jean-Pierre Garnier et Louis Janover, « Je réécris ton nom, libertaire », Le Monde libertaire, no 1319,‎ 28 janvier 2004 (lire en ligne)

### Correspondance
- Éditions Champ libre, Correspondance Vol. 1, Champ libre, 1978 ; rééd. éditions Ivrea, 1996. Un échange de lettres avec l'éditeur Gérard Lebovici figure dans ce volume.